# Phan Đỗ Phúc
Phan Đỗ Phúc là một nhạc trưởng, nghệ sĩ cello người Việt Nam.

## Tiểu sử
Phan Đỗ Phúc sinh năm 1990. Anh được bố mẹ cho học đàn organ từ năm 4 tuổi. Khi thi vào Nhạc viện Hà Nội (nay là Học viện Âm nhạc Quốc gia Việt Nam), có nhiều học sinh thi chuyên ngành organ nên các giáo viên đã giới thiệu anh sang học đàn cello. Anh được đào tạo dưới sự dẫn dắt bởi giáo viên cello Ngọc Hiền.

## Sự nghiệp
Năm 2008, anh giành giải nhất cuộc thi hòa tấu thính phòng tại Ý và giải nhất cuộc thi Concert Competition tại Đại học Luther, Mỹ. Năm 2012, anh giành giải nhất cuộc thi hòa tấu thính phòng tại New York năm 2017.
Phan Đỗ Phúc cùng làm giảng viên một lúc hai trường nghệ thuật lớn ở Mỹ (Đại học Stony Brook và Trường năng khiếu âm nhạc Herald, New York), đồng thời từng là bè trưởng của nhiều dàn nhạc uy tín của Mỹ và thế giới như dàn nhạc giao hưởng Napa Valley Festival, Dàn nhạc giao hưởng Pacific Music Festival (dưới sự chỉ huy lừng danh người Nga Valery Gergiev), dàn nhạc giao hưởng New York Classical Players.
Năm 2020, sau khi tốt nghiệp xuất sắc chuyên ngành Tiến sĩ biểu diễn Cello tại Đại học Stony Brook tại New York, anh trở về Việt Nam hoạt động với tư cách bè trưởng cello của Dàn nhạc Giao hưởng Mặt Trời (the Sun Symphony Orchestra) tại Hà Nội. Anh từng hợp tác biểu diễn cùng nhiều tên tuổi lớn như nghệ sĩ cello Colin Carr, nghệ sĩ violin Eugene Drucker và Philip Setzer, nghệ sĩ viola Larry Dutton của nhóm tứ tấu dây Emerson. Anh cũng là một trong những thành viên sáng lập của nhóm tam tấu piano dây Trio de Novo tại New York. Gần đây, anh cùng nhóm hoà tấu đã giành giải nhất cuộc thi Lauren V. Ackerman Chamber Music Competition tại New York băn 2018, và cùng nhóm tứ tấu piano Amici giành giải nhì cuộc thi hoà tấu thính phòng Vietnam International Chamber Music Competition 2019.
Anh đã thực hiện nhiều dự án âm nhạc thử nghiệm, kết hợp với tổ chức nghiên cứu và thực hành giáo dục nghệ thuật Wonder Art mang âm nhạc cổ điển đến với các đối tượng là trẻ em như các buổi hòa nhạc "Từ Trịnh: Những lời gió mới"; Chuỗi hòa nhạc "Schubert in a mug",...
Hiện anh là nhạc trưởng của Dàn nhạc giao hưởng trẻ Việt Nam.

## Nhạc cụ
Từ năm 2011, anh đang sử dụng cây đàn cello mang tên Zimmerman chế tác năm 1919 do quỹ Carlsen Cello Foundation, Seattle, Mỹ trao tặng.